# Savva Morozov

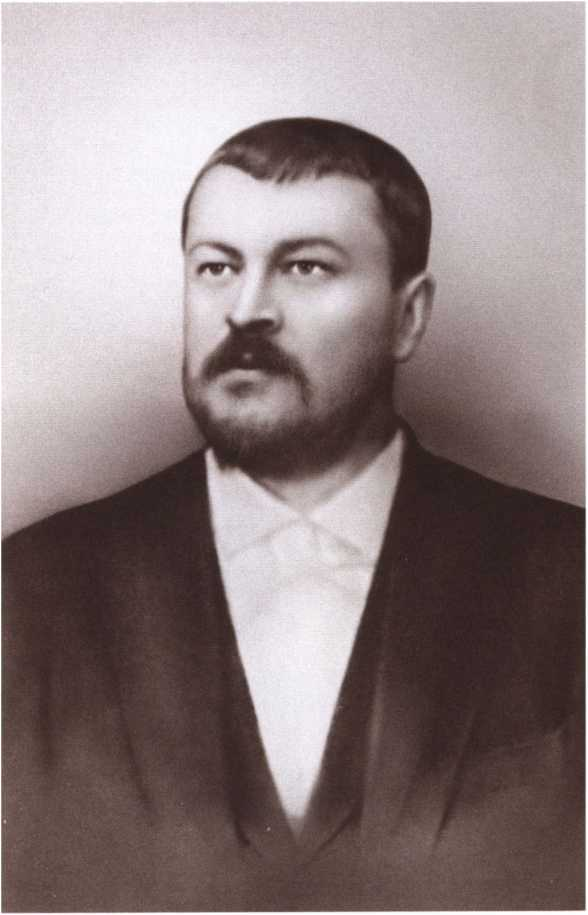
Savva Morozov

Savva Timovejevitsj Morozov (Russisch: Са́вва Тимофе́евич Моро́зов) (Orechovo-Sujevo, 3 februari/15 februari 1852 - Cannes, 13 mei/26 mei 1905) was een Russisch zakenman. Zijn grootvader, eveneens Savva Morozov (1820-1862) genaamd, was een zoon uit een arm boerengezin. Hij wist echter uit te groeien tot een schatrijke textielmagnaat. Als multimiljonair betrok hij een landhuis en werd de vertegenwoordiger van de nieuwe industriële klasse in het tsaristische Rusland. 
Savva Morozov de jongere was naast zakenman een gul weldoener en daarnaast sympathisant van de Bolsjewieken van Lenin. Hij schonk de bolsjewistische partij miljoenen roebels. Zijn steun aan de bolsjewieken kwam voort uit zijn haat tegen de Romanov-dynastie en de aan de tsaristische familie verbonden Russisch-orthodoxe Kerk, waar hij als Oud-Gelovige (een afsplitsing van de Russisch-orthodoxe Kerk waar men nog vasthield aan oude Kerkslavische kerkboeken) een tegenstander van was. Morozov gaf ook financiële steun aan de bouw van kloosters van de Oud-Gelovigen. Hij was een bestrijder van het door hem genoemde "kapitalistisch-conservatisme". 
Morozov was beschermheer van het theater van Moskou.
In mei 1905 pleegde hij hoogstwaarschijnlijk zelfmoord. Hij liet een grote som geld na aan zijn familie, maar ook aan de bolsjewieken. 
Er bestaan sterke geruchten dat Morozov na 1905 nog leefde en werd veroordeeld in een communistisch schijnproces tegen "industriëlen" in de jaren '20 van de twintigste eeuw.